# Дейка, Ян Богухвал
Ян Бо́гухвал Де́йка, немецкий вариант — Йоганн Готтлоб Дёкке (в.-луж. Marko Smoler, нем. Johann Gottlob Döcke, 1779 год, Будишин, Лужица, Германия — 1853 год, Будишин, Германия) — лужицкий общественный деятель, писатель, издатель и журналист. Считается основателем серболужицкой национальной общественно-политической периодики.

## Биография
Родился в 1779 году в городе Будишин. В 1795 году окончил среднюю школу. С 1800 года по 1807 год, вдохновлённый идеями Французской революции, путешествовал в качестве столяра по Северной Германии, Дании и Силезии. Проживал в Вене. Был приверженцем Наполеона, в котором видел наследника идей Французской революции. После возвращения в 1807 году на родину стал издавать листовки на немецком и верхнелужицком языках в жанре городских баллад. Эти листовки пользовались популярностью среди жителей Будишина. Первые две листовки, в которой он опубликовал «Две совершенно новые песни на прибытие Наполеона Великого в Будишин», вышли тиражом в 1200 экземпляров каждая.
В 1808 году стал издавать в Лёбау еженедельник «Der sächsische Postillion» на немецком языке, который выходил до 1831 года. С января 1809 года стал издавать ежемесячник «Serbski powědar a kurěr» на верхнелужицком языке, которая публиковала статьи на различные политические и культурные вопросы, связанные с политическо-экономическими вопросами того времени. В апреле 1812 года в связи с ужесточившейся цензурой прекратил её издание. С 1813 года стал издавать журнал на немецком языке «Der Oberlausitzer Landbote», который выходил до 1837 года.
В 1847 году вступил в серболужицкую культурно-просветительскую организацию «Матица сербская».
Скончался в 1853 году в Будишине.

## Сочинения
- Verschiedene Zeitschriften, auch gereimte Flugblätter.